# Lågøya
Lågøya è un'isola dell'arcipelago delle isole Svalbard, in Norvegia.
Il nome significa Isola Bassa. L'isola è situata a nord-ovest dall'isola di Nordaustlandet.
La sua area misura 103,5 km². L'isola viene raramente visitata dai turisti, che vi sbarcano durante le costosissime crociere che fanno la circumnavigazione di Spitsbergen.